# Ло Прадо
Ло Прадо (шп. Lo Prado) је општина у Чилеу. По подацима са пописа из 2002. године број становника у месту је био 104.316.

## Демографија
| 2002.   |
| ------- |
| 104,316 |